# Rhododendron 'Cunninghams White'
Rhododendron 'Cunningham's White' er en Rhododendron hybrid, der er en  krydsning mellem Rhododendron caucasium og Rhododendron ponticum var. album, og den er blandt de mest kendte sorter af denne slægt. Busken kan kendes på, at blomsterknopperne bliver rosafarvede umiddelbart før udspring og på de lysegule svælgpletter i blomsterne.

## Beskrivelse
'Cunningham's White' er en stor, stedsegrøn busk med middelkraftig, rund, tæt vækst. Bladene er ovale, helrandede og læderagtige, og de sidder tæt samlet nær skudspidsen. Bladknopperne er lysegrønne og slanke, mens den endestillede blomsterknop er meget kraftig. 
Busken kan kendes på, at blomsterknopperne bliver rosafarvede umiddelbart før udspring. I midten af maj springer de ud og bliver til hvide blomster med sartgul tegning. Blomsterklaserne har ca. 9-13 enkeltblomster, hvor hver af de klokkeformede blomster er ca. 5 cm i diameter. Frugterne er tørre kapsler, der i reglen danner modent og spiredygtigt frø.
Rodnettet er – som hos alle rododendron – meget tæt og fint forgrenet. Planten er afhængig af "ericoid" mykorrhiza med bestemte arter af svampe. 
Højde x bredde og årlig tilvækst: 1,20 x 1,30 m (15 x 20 cm/år).

## Anvendelse
Sorten er hårdfør og meget villig – også på ugunstig jordbund, men den trives dog bedst i læ og halvskygge. Den er egnet som solitætplante eller hækplante, og den bliver ofte brugt som grundstamme ved podning.
Sensommerblomstring fra september helt frem til oktober ses ofte. Sorten kan ind i mellem være plaget af døde knopper om foråret, men er ellers meget sund.